# Rob LaBelle
Rob LaBelle (n. Minneapolis, Minnesota) este un actor american de film și televiziune.
A apărut în numeroase filme și seriale TV, cele mai multe în genul științifico-fantastic, fiind cel mai notabil pentru rolul lui   Eddie Nebunul Nambulous în serialul Prima invazie (1998–2001) care a avut premiera pe Sci Fi Channel.

## Filmografie

### Film
- Superstar: The Karen Carpenter Story (1987) (voce), film scurt
- Poison (1991) ca Jay Wete
- Those Secrets (1992), ca Michael Betchevsky, film de televiziune
- Man Trouble(1992), Barman
- The Temp (1993), Bill Lives
- Running Delilah (1993), Watcher
- And the Band Played On (1993), Gay Rights Activist
- What's Love Got to Do with It (1993), Phil Spector
- New Nightmare (1994), Terry
- Speechless  (1994), Security Guard
- Broken Trust (1995), film de televiziune
- City Hall (1996), ca James Wakeley
- Omul de zăpadă ucigaș (1997)
- Murder in Mind (1997), Lecturer
- The Burial Society (2002) ca Sheldon Kasner
- The Love Crimes of Gillian Guess (2004), ca Benjamin, avocatul apărării, film de televiziune
- Bob the Butler (2005)
- Dark Storm (2006), ca Andy (menționat ca Rob Labelle), film de televiziune
- RV (2006), ca Larry Moiphine
- Deadly Skies (2005), ca Dr. Michael Covington, film de televiziune
- Watchmen (2009)
- Diary of a Wimpy Kid (2010) ca Mr. Winsky
- The Possession (2012) ca Russell

### Televiziune
- Quantum Leap (1992) ca Tony Beche, episodul  Temptation Eyes
- The Amazing Live Sea Monkeys (1992) ca Dave
- The X-Files (1993) ca Brad Wilczek, episodul Ghost in the Machine
- Married with Children (1993) ca Joe Orton, episodul Old Insurance Dodge
- Danger Theatre (1993) ca Meyer the Fryer, episodul An Old Friend for Dinner
- Murphy Brown (1993) ca Eli, episodul To Have and Have Not
- Lois & Clark: The New Adventures of Superman (1993) ca Arnold Sitkowitz, episodul  Just Say Noah (1995)
- NYPD Blue (1996) ca George Donaldson, episodul Sorry, Wong Suspect
- The John Larroquette Show (1996), ca Dr. Kinney,  episodul Running for Carly
- High Incident (1996), ca Barry Lowell,  episodul  Truth or Consequences
- Profiler (1996), ca Ralph Mazey,  episodul Unsoiled Sovereignty
- Star Trek Voyager (1996), ca Kafar / Talaxian Council Regent Oxilon / Talaxian Prisoner; episoadele Homestead (2001), False Profits (1996), Faces (1995)
- First Wave (1998–2001), ca Crazy Eddie
- Dark Angel (2001), ca Engel - Manticore Scientist / Manticore Doctor; episoadele Proof of Purchase (2001), The Kidz Are Aiight (2001)
- Monk (2002), ca  Sheldon Burger, episodul dublu  Mr. Monk and the Candidate
- Calea misterelor, ca Roger Krieger, episodul Listen (2002)
- Smallville (2003)[1] ca Dr. Fredrick Walden
- Stephen King's Dead Zone (Împotriva destinului), ca Arthur Markoff, episodul Valley of the Shadow (2003)
- Da Vinci's Inquest (2003–2004), ca Phil Rosen
- Romeo! (2004) ca Mr. Boyd
- The Collector (2004), ca Barrett Gimbel
- Terminal City (2005) ca Dr. David Ostrom
- The 4400 (2005–2006)[1], ca Dr. Nicholas Clayton
- Eureka (2006)[1], ca Walter Perkins
- Da Vinci's City Hall (2006), ca Phil Rosen
- Three Moons Over Milford (2006), ca  Mayor Rose
- Stargate: Atlantis, ca Coolidge, episodul Midway (2008)
- Supernatural (2009)
- Psych (2010) ca Frank Holloway, episodul In Plain Fright

## Legături externe
- Rob LaBelle la Internet Movie Database
- en Rob LaBelle la Memory Alpha (site wiki pentru Star Trek)
- Rob LaBelle[nefuncțională – arhivă]
 la Cinemarx
- Rob LaBelle la Cinemagia